# Служба громадянства та імміграції США
Служба громадянства та імміграції США (англ. United States Citizenship and Immigration Services, USCIS) — агентство в складі Міністерства внутрішньої безпеки США, яке керує системою натуралізації та імміграції країни. Федеральний уряд має виключні повноваження щодо натуралізації та імміграції, уряди штатів не беруть в цьому участі. Попередником цієї служби є Служба імміграції та натуралізації США, яка була ліквідована Законом про національну безпеку 2002 року. Служба імміграції та натуралізації США була замінена на Прикордонно-митну службу, Імміграційно-митну поліцію та, власне, Службу громадянства та імміграції.
Служба громадянства та імміграції США виконує багато функцій колишньої Служби імміграції та натуралізації, зокрема опрацьовує та виносить рішення з різних питань щодо імміграції, включаючи заявки на робочі візи, прохання про притулок та заявки на отримання громадянства. Додатково, на агентство офіційно покладені зобов'язання з охорони національної безпеки, зменшення часу опрацювання імміграційних заяв та покращення ефективності роботи в цій сфері. Наразі, обов'язки директора служби виконує заступник директора Марк Коуманс, після того як призначення його попередника Кена Куччінеллі було визнане незаконним.
Більше 16 тисяч працівників служби працюють в 223 відділах по всьому світу. На відміну від більшості інших федеральних агенств, Служба громадянства та імміграції США функціонує майже повністю коштом реєстраційних мит. Наприклад, в 2008 році пряме бюджетне фінансування служби складало лише 1 % від його бюджету, весь інший бюджет поповнювався коштом реєстраційних мит.

## Функції

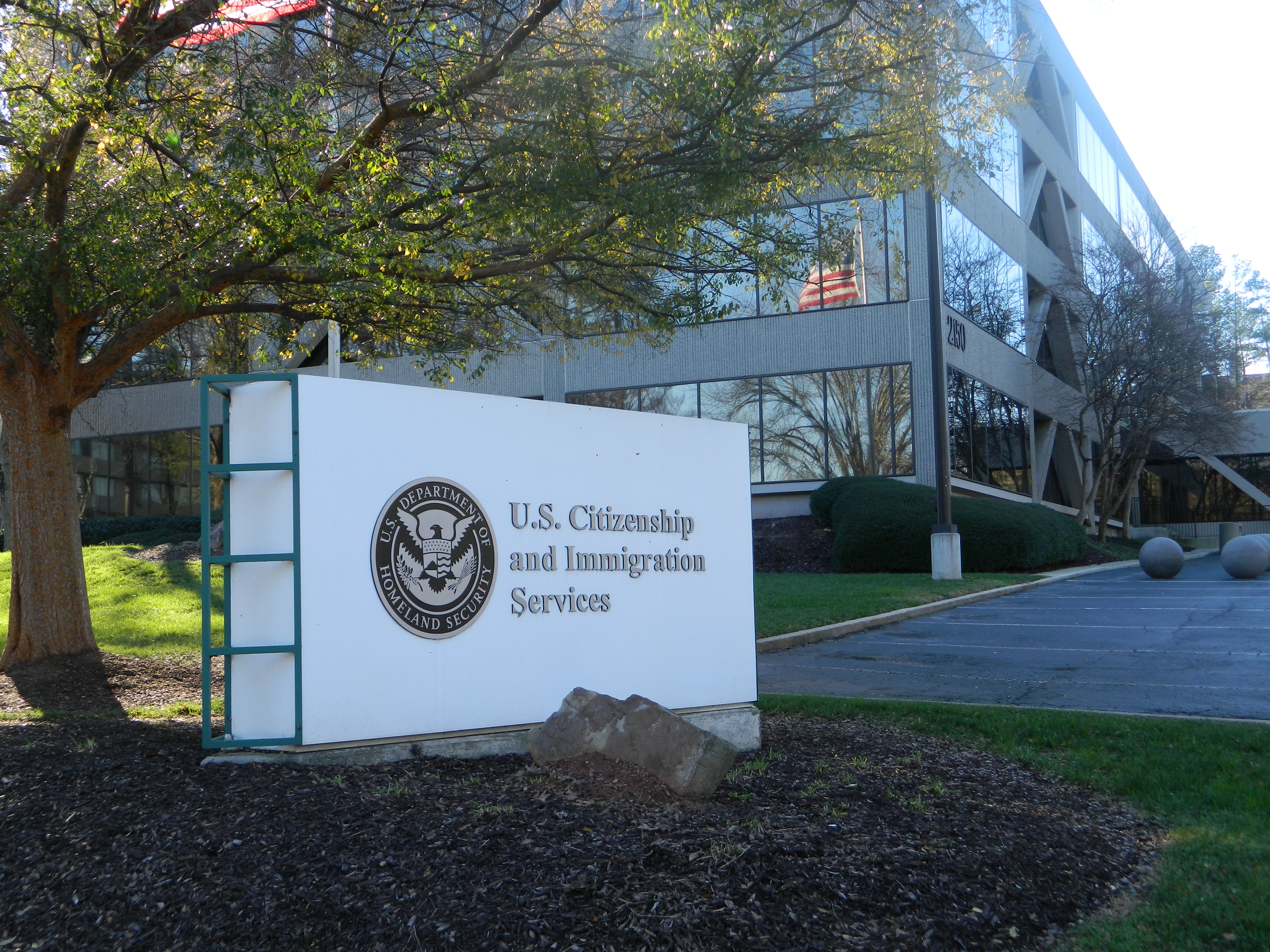
Офіс Служби громадянства та імміграції США в місті Атланта, Джорджія

До функцій Служби громадянства та імміграції США належать розгляд заявок на імміграційну візу, заяв на натуралізацію, прохань про отримання притулку, заяв на отримання грін-карти та прохань про статус біженця. Також, Служба громадянства та імміграції ухвалює рішення, які потім виконують інші служби, а також виконує інші функції з керування імміграційним процесом, серед них і видача дозволів на роботу.
Служба громадянства та імміграції США ставить перед собою мету зробити процес розгляду імміграційних заявок більш ефективним. Заходи із покращення ефективності включають заходи із зменшення часу очікування заявниками, а також надання послуг через різні канали, включаючи численні контактні центри, де надається інформація англійською та іспанською, центри із допомоги в подачі заявок, інтернет та інші канали. Охорона імміграційних законів залишається за Прикордонно-митною службою та Імміграційно-митною поліцією.
Служба приділяє особливу увагу двом ключовим моментам в процесі інтеграції іммігрантів: коли вони вперше стають постійними резидентами та коли вони готові почати формальний процес натуралізації. Особо яка на законних підставах перебуває в США (резидент) може стати громадянином США коли матиме грін-карту протягом п'яти неперервних років, без поїздок за межі США більше ніж на 180 днів за раз. Якщо резидент одружується із громадянином чи громадянкою США, то цей термін зменшується до трьох років якщо цей резидент прожив разом із дружиною чи чоловіком протягом як мінімум трьох неперервних років.
Імміграційні суди США та імміграційні судді, а також Рада з імміграційних апеляцій яка розглядає апеляції на рішення попередніх, є частиною Виконавчого офісу імміграційного аудиту у складі Міністерства юстиції. Служба громадянства та імміграції США належить до Міністерства національної безпеки.